# Ia Krêl
Ia Krêl là một xã thuộc tỉnh Gia Lai, Việt Nam.

## Địa lý
Xã Ia Krêl có vị trí địa lý:
- Phía đông giáp xã Ia Din
- Phía tây giáp xã Ia Kla và thị trấn Chư Ty
- Phía nam giáp xã Ia Kriêng
- Phía bắc giáp xã Ia Dơk và xã Ia Din.

Xã Ia Krêl có diện tích 52,78 km², dân số năm 1999 là 4.818 người, mật độ dân số đạt 91 người/km².

## Hành chính
Xã Ia Krêl được chia thành 5 thôn: Ia Kăm, Ia Lâm, Ia Lâm Tốk, Thanh Giáo, Thanh Tân và 5 làng: Khóp, Krêl, Krol, Ngo Le, Ngo Rông.

## Lịch sử
Ngày 15 tháng 10 năm 1991, Hội đồng Bộ trưởng ban hành Quyết định số 315-HĐBT về việc chuyển xã Ia Krêl thuộc huyện Chư Păh về huyện Đức Cơ mới thành lập quản lý.
Ngày 26 tháng 12 năm 1991, Bộ trưởng – Trưởng Ban Tổ chức – Cán bộ Chính phủ ban hành Quyết định số 691/TCCP về việc thành lập xã Ia Din trên cơ sở 2.650 ha diện tích tự nhiên với 1.061 nhân khẩu của xã Ia Krêl.
Sau khi phân vạch điều chỉnh địa giới hành chính, xã Ia Krêl còn 5.500 ha diện tích tự nhiên và 2.254 nhân khẩu.